# Carlos del Amor Gómez
Carlos del Amor Gómez (Múrcia, 23 de juny de 1974) és un periodista espanyol.

## Trajectòria professional
Va començar a cursar Biblioteconomia en la Universitat de Múrcia, carrera que va deixar per a començar la Llicenciatura de Periodisme ala Universitat Carles III de Madrid. Llicenciatura de la qual va sortir amb treball de becari en pràctiques a Televisió Espanyola, més concretament al Centre Territorial a Múrcia, on va treballar en nombrosos àmbits: esports, política, cultura, successos, presentador, etc. Al llarg de tota la seva vida professional sempre ha estat lligat al periodisme cultural, treballant en la secció de cultura dels informatius de TVE (primer en el territorial de Múrcia i finalment en el Telediario).
Durant un any va fer un parèntesi per a treballar en Reporteros, on va aprendre diverses i noves formes de tècniques narratives. El 2007 va copresenta i va editar l'apartat cultural de La 2 noticias durant un any, es va encarregar de donar una visió diferent i personal de la cultura, l'espectacle, la ciència, la vida quotidiana i els detalls que l'envolten. Quan era col·laborador al programa No es un día cualquiera de Radio Nacional de España va dur a terme la seva labor periodística tractant temes de l'actualitat amb la seva particular mirada.
Després d'això, va començar a treballar com a cap adjunt de l'Àrea de Cultura dels Serveis Informatius de Televisió Espanyola, càrrec que exerceix fins al dia d'avui. També va presentar el programa Tras La 2, emès després de La 2 noticias.
Dins del seu treball, la qual cosa més ha destacat ha estat transmetre la informació sobre els principals festivals de cinema del món, les grans exposicions artístiques i entrevistes a nombroses i rellevants figures de l'ordre cultural com Joaquín Sabina, Michael Stipe (cantant de R.E.M.), Joan Manuel Serrat, Woody Allen, David Trueba, Pedro Almodóvar, etc. Cubre normalmente festivales y galas como el Festival de Cannes o los Premios Goya.
En un peculiar estilo, suele construir en apenas un minuto y medio de reportaje un mundo que lleva al espectador a descubrir la historia de un cuadro, de una película, de un libro o simplemente, de una vida.
Cobreix normalment festivals i gales com el Festival de Canes o els Premis Goya.
En un peculiar estil, sol construir en tot just un minut i mig de reportatge un món que porta a l'espectador a descobrir la història d'un quadre, d'una pel·lícula, d'un llibre o simplement, d'una vida.
De la mateixa manera, ha publicat articles en diferents revistes, i imparteix classes i xerrades en nombroses universitats sobre temes periodístics i culturals. A més, en 2013 dona a conèixer el seu primer llibre, La vida a veces, que consta de 25 capítols en els quals els protagonistes són els petits detalls que completen el dia a dia. Com assenyala l'autor és un text en el qual: explicant moltes vegades el petit aconseguirem explicar el gran. Frase que defineix la línia argumental d'aquesta obra.
Durant uns mesos des de novembre de 2019 va substituir temporalment a Cayetana Guillén Cuervo en la presentació del programa dedicat a les arts escèniques ¡Atención obras! a La 2 de TVE. Des d'octubre de 2021 presenta en La 2 l'espai d'entrevistes La matemática del espejo.
La seva parella és la periodista d'Informativos Telecinco, Ruth Méndez.

## Obres literàries
Va publicar en 2013, en (Editorial Espasa) el seu primer llibre de contes, titulat La vida a veces, una col·lecció de vint-i-cinc textos que posen l'accent en el quotidià, històries que no tenen buit en cap mitjà de comunicació i que tanmateix han estat rescatades per aquestes pàgines perquè com diu Carlos: La vida a vegades és la cerca d'històries. El títol el va prendre d'un poema de Jaime Gil de Biedma. Carlos del Amor, entre les múltiples vides amb les quals es troba diàriament selecciona un total de vint-i-cinc, reals però anònimes, que podrien ser les de qualsevol ciutadà del carrer. Espais, oficis, accidents, coincidències i interaccions són els eixos transversals en els quals distribueix els detalls d'aquestes vides. I ens transporta a llocs com el traster, el cinema o l'aeroport. Ens presenta a persones com Eusebio o Marta i reflecteix el poder simbòlic i emocional d'objectes quotidians com les cartes que triguen 53 anys a arribar a la seva bústia, els aneguets de goma o les fotografies. Agotzonades en aquestes històries hi ha lloc per a les famílies, les passions frustrades, els somnis per complir, els records i els protagonistes mundans.
La vida a vegades és només una fotografia, una notícia inesperada, un viatge amb autobús… La vida a vegades es resumeix en un segon, o en quaranta-cinc minuts, o en una paraula, en un color. La vida a vegades és el que succeeix de portes endins. La vida a vegades és molt poc, però tan intensa…
L'estil que utilitza en aquest llibre és senzill, àgil, amb algun centelleig poètic i fent gala dels seus dots informatius com quan en televisió ens parla de cultura. El to del llibre és abans de res emocional, la pretensió final és el tancament de cada petita història embargat per una sensació no sempre en el pol de les considerades positives.
Els textos de La vida a veces se centren en situacions quotidianes protagonitzades per éssers anodins, amb una particular atenció sobre el minúscul que eleva als personatges literaris. D'entre tots els contes destaquen Martes (que explica el segon dia de la setmana d'un grup de veïns a la manera de Vides creuades), Estrellas i El trastero (en el qual tot el passat d'un home viu en un minúscul habitacle a través dels objectes).
- La vida a veces (2013), Editorial Espasa.[10][11]
- El año sin verano (2015), Editorial Espasa.
- Confabulación (2017), Editorial Espasa.
- Emocionarte. La doble vida de los cuadros (2020), Editorial Espasa, (Premi Espasa 2020).
- Retratarte. Cuando cada mirada es una historia (2022), Editorial Espasa.

## Reconeixements
Ha guanyat el Premi Espasa 2020 per un assaig sobre 35 quadres d'art amb Emocionarte. La doble vida de los cuadros.
El 2023 va rebre la Medalla a la labor periodística atorgada pel Cercle d'Escriptors Cinematogràfics.